# Ah, But Underneath
"Ah, But Underneath" là tập phim thứ hai của sê-ri truyền hình trình chiếu trên kênh ABC, Những bà nội trợ kiểu Mỹ. Tập phim được Marc Cherry viết và Larry Shaw sản xuất. Nó được lên sóng vào ngày 10 tháng 10 năm 2004. Lần lên sóng UL vào ngày 16 tháng 10 đã thu hút 7.3 triệu lượt xem (xếp thứ 2 trong khung giờ).

## Tên quốc tế
- Finnish: Pinnan alla (Underneath)
- Tiếng Pháp: Premier Round (First Round)
- Tiếng Đức: Unter der Oberfläche (Underneath the Surface)
- Hungarian: Óh, de lent a mélyben! (Ah, but underneath)
- Tiếng Ý: La verità sfuggevole (The Slipping Truth)
- Tiếng Tây Ban Nha: Ah, pero en el fondo (Ah, but Underneath)
- Serbian: Ispod površine (Underneath the Surface)
- Romanian: Secrete (Secrets)

Bản mẫu:DHSeason1